# John Axford
John Berton Axford (1 de abril de 1983), apodado "The Ax Man", es un lanzador canadiense de béisbol profesional que juega para los Toronto Blue Jays de las Grandes Ligas. Anteriormente jugó con los Milwaukee Brewers, St. Louis Cardinals, Cleveland Indians, Pittsburgh Pirates, Colorado Rockies y Oakland Athletics.
Lideró la Liga Nacional en salvamentos en 2011, cuando fue galardonado con el Premio Rolaids Relief Man.

## Carrera profesional

### Milwaukee Brewers

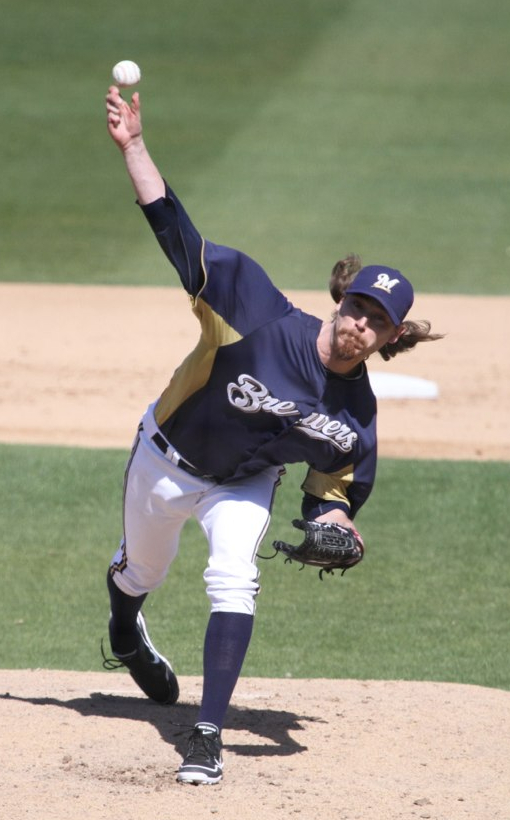
Axford lanzando con los Cerveceros en 2012.

Axford fue seleccionado en la ronda 42 del draft de 2005 por los Rojos de Cincinnati, club que posteriormente declinó firmarlo. Luego de un intento fallido de establecerse en las ligas menores con los Yanquis de Nueva York en 2007, fue firmado en marzo de 2008 por los Cerveceros de Milwaukee, quienes lo asignaron a los Brevard County Manatees de Clase A. En 2009 fue promovido a los Huntsville Stars y posteriormente a los Nashville Sounds, hasta que fue llamado a Grandes Ligas el 7 de septiembre, debutando con los Cerveceros el 15 de septiembre como relevista ante los Cachorros de Chicago.
En 2010 inició la temporada en Nashville, hasta que fue llamado por los Cerveceros el 15 de mayo. Luego de que Trevor Hoffman tuviera problemas como cerrador, Axford fue designado en el puesto, donde tuvo gran éxito al registrar 24 salvamentos de 27 oportunidades, finalizando la campaña con marca de 8-2 y 2.48 de efectividad.
En 2011, Axford lideró la Liga Nacional con 46 salvamentos, registrando además una marca de 2-2 con 1.95 de efectividad, por lo que ganó el Premio Rolaids Relief Man de la liga, quedando incluso en noveno luga en la votación al Premio Cy Young.
En 2012, inició la temporada con seis juegos salvados de forma consecutiva, extendiendo su racha a 49 en total, la cuarta más larga en la historia de las mayores. Luego de tener algunos problemas de control, logró terminar la temporada con 35 juegos salvados y una efecividad de 4.67, con una marca personal de 93 ponches en 69 entradas lanzadas. El 16 de septiembre de 2012, registró su salvamento 100 en un encuentro ante los Mets de Nueva York.
El 18 de enero de 2013, Axford firmó una extensión de contrato de un año y $5 millones con los Cerveceros. Antes de iniciar la temporada, participó con la selección de Canadá en el Clásico Mundial de Béisbol 2013. Sin embargo, fue reemplazado por Jim Henderson como el cerrador de los Cerveceros, y tuvo efectividad de 4.45 en 62 juegos con el equipo antes de ser transferido.

### St. Louis Cardinals
El 30 de agosto de 2013, los Cerveceros transfirieron a Axford a los Cardenales de San Luis a cambio de Michael Blazek. Con su nuevo equipo, Axford registró efectividad de 1.74 en trece juegos para culminar la temporada, y 1.59 en la postemporada incluyendo 2 1⁄3 entradas lanzadas sin permitir carreras en la Serie Mundial de 2013.

### Cleveland Indians
El 19 de diciembre de 2013, Axford fue firmado por los Indios de Cleveland por un año y $4.5 millones. A pesar de registrar nueve salvamentos en abril de 2014, perdió su puesto de cerrador y el equipo utilizó a varios lanzadores en el rol, incluyendo a Cody Allen, Bryan Shaw, Scott Atchison y Marc Rzepczynski.

### Pittsburgh Pirates
El 14 de agosto de 2014, Axford fue reclamado de la lista de waivers por los Piratas de Pittsburgh. Luego de registrar efectividad de 4.09 en trece encuentros, decidió convertirse en agente libre.

### Colorado Rockies
El 30 de enero de 2015 firmó un contrato de ligas menores con los Rockies de Colorado. Fue añadido a la plantilla de 40 jugadores el 1 de marzo, luego que Tyler Chatwood fuera incluido en la lista de lesionados de 60 días. Tomó el rol de cerrador del equipo después que Adam Ottavino sufriera una lesión, y culminó la temporada con 25 salvamentos y efectividad de 4.20 en 60 encuentros.

### Oakland Athletics
El 11 de diciembre de 2015, firmó un contrato de 2 años y $10 millones con los Atlético de Oakland. En 2016 participó en 68 juegos, consiguiendo tres salvamentos en diez oportunidades, y registrando efectividad de 3.97. El 27 de julio de 2017, fue colocado en asignación luego de registrar efectividad de 6.43 y 17 bases por bolas en 21 entradas lanzadas.

### Toronto Blue Jays
El 8 de febrero de 2018, Axford acordó un contrato de ligas menores con los Azulejos de Toronto que incluyó una invitación a los entrenamientos primaverales.

## Estilo de lanzar
En el inicio de su carrera, Axford lanzaba principalmente una recta rápida de 96-98 mph. Posteriormente, sus lanzamientos quebrados se volvieron dominantes, entre ellos una curva de 79-80 mph y un slider de 83-86 mph.